# Edificio del Banco Herrero (Oviedo)
El edificio del Banco Herrero es un edificio ubicado en el número 11 de la calle Fruela en Oviedo. El arquitecto Manuel del Busto recibió el encargo de Policarpo Díez para la nueva sede del Banco Herrero en la ciudad asturiana. Fue proyectado en 1911. Tras la adquisición en 1995 por la La Caixa y posterior venta a Banco Sabadell en 2001 mantiene su uso como oficinas por este último.